# Icogne
Icogne es una comuna suiza del cantón del Valais, localizada en el distrito de Sierre. Limita al norte con la comuna de Lenk im Simmental (BE), al noreste con Randogne, al este con Lens, al sur con Saint-Léonard, y al oeste y noroeste con Ayent.

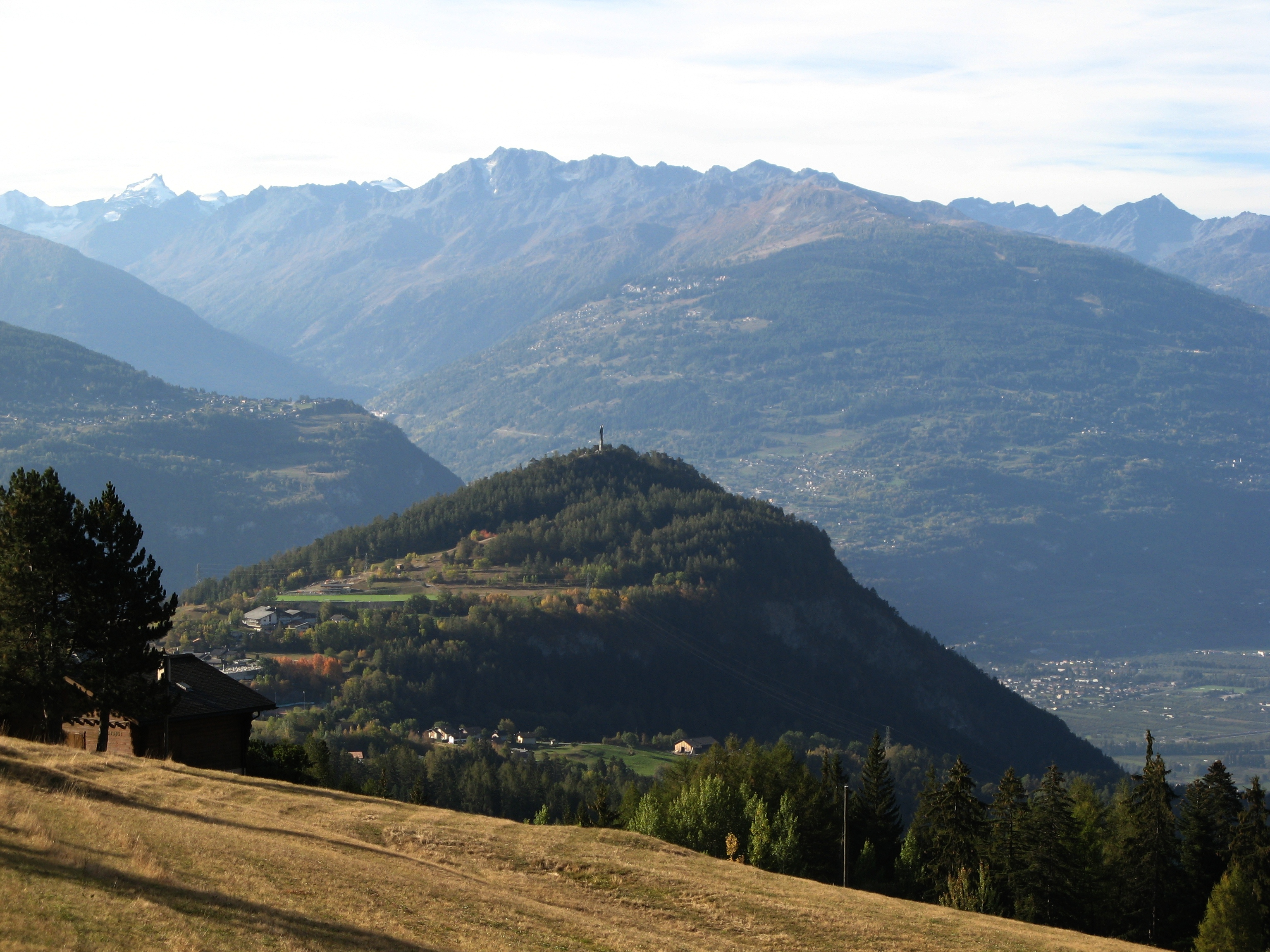
Estatua del Cristo Rey, Icogne.